# Black Jack (1950)
Black Jack is een Spaans-Amerikaans-Franse avonturenfilm uit 1950 onder regie van Julien Duvivier. Destijds werd de film uitgebracht onder de titel Vrouwen en opium.

## Verhaal
De zeiler Mike Alexander smokkelt opium. Hij wil daarmee genoeg geld verdienen om een rustige oude dag te slijten. Tijdens een van zijn tochten veroorzaakt hij een ongeluk. Daarbij komen zijn passagiers om het leven.

## Rolverdeling
| Acteur           | Personage          |
| ---------------- | ------------------ |
| George Sanders   | Mike Alexander     |
| Herbert Marshall | Dr. James Curtis   |
| Patricia Roc     | Ingrid Dekker      |
| Agnes Moorehead  | Emily Birk         |
| Marcel Dalio     | Kapitein Nikarescu |
| Dennis Wyndham   | Fernando Barrio    |
| Howard Vernon    | Scheepskapitein    |
| José Nieto       | Inspecteur Carnero |
| José Jaspe       | José               |